# Église Santa Maria dell'Anima a Parco Margherita
L'église Santa Maria dell'Anima a Parco Margherita est une église de Naples ; elle est située dans le quartier historique Amedeo du quartier de Chiaia, 26 via del Parco Margherita.

## Histoire et description

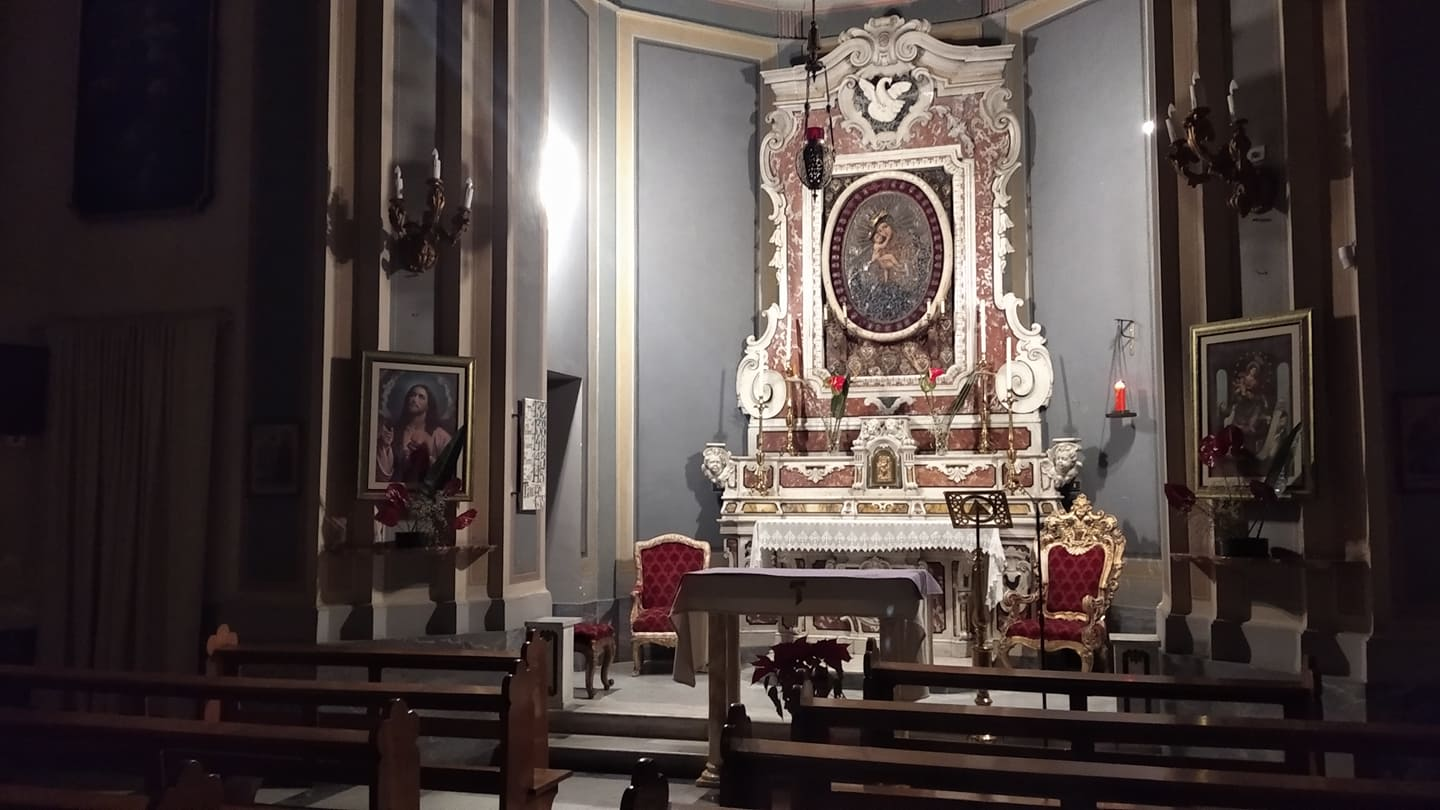
L'autel

Le bâtiment de l'église constitue l'église nationale de la communauté catholique germanophone résidant à Naples. Conçu vers la fin du XIXe siècle, il a été inauguré en 1900.
Le bâtiment a été construit pour remplacer l'église démolie de Santa Maria dell'Anima via Sedile di Porto. Celle-ci se caractérisait par un intéressant plan elliptique et quatre autels. Bien que l'église ait été totalement détruite au cours du Risanamento, nombre de ses trésors ont été récupérés et transportés dans la nouvelle église.
On y trouve encore les maîtres-autels du XVIIIe siècle, caractérisés par des sculptures en marbre, et des œuvres d'art de l'Autrichien Martin Knoller. La nouvelle église abritait également les anciennes pierres tombales, désormais transférées au Musée de la Chartreuse San Martino : elles rappellent divers noms illustres qui ont contribué à rendre la Naples du XXe siècle particulièrement active.

## Source de traduction
- (it) Cet article est partiellement ou en totalité issu de l’article de Wikipédia en italien intitulé « Chiesa di Santa Maria dell'Anima a Parco Margherita » (voir la liste des auteurs).